# Dolf Jansen
Dolf Jansen (Amsterdam, 25 juni 1963) is een Nederlandse cabaretier, presentator en schrijver. 

## Biografie
Dolf Jansen werd geboren als zoon van een Ierse moeder en Nederlandse vader. Hij studeerde van 1981 tot 1988 Nederlands recht en criminologie aan de Vrije Universiteit. Hij vormde met Hans Sibbel het cabaretduo Lebbis en Jansen. Nadat ze in 1989 het Leids Cabaret Festival wonnen, hebben ze tot 2006, en na een lange tijd afwezigheid ook in 2023 samen succesvolle cabaretprogramma's gemaakt, waaronder ook oudejaarsconferences. In 1996 maakte hij tevens deel uit van de gelegenheidspopgroep Wij die in 1996 de single De oorlog meegemaakt uitbracht. Ook Ilse DeLange maakte hier deel van uit.
Jansen is ook bekend als presentator op televisie en radio. Op televisie presenteerde hij Loods 6 (1991), Kunstbende (1992), Jansen slaat door (TROS) (1993) en Jansen op jacht (2007). Verder na 2000 onder andere Later wordt het leuk en - samen met Claudia de Breij - het programma Vara Laat (later Vara Live geheten). Ook was hij (mede)presentator tijdens verschillende edities van Pinkpop. Op de radio presenteerde hij van 1999 tot en met 3 oktober 2008 zijn eigen radioprogramma (Leuk Is Anders) op 3FM. Op Radio 6 presenteerde hij zondagavond het programma Afslag Thunder Road. Sinds 2016 presenteerde hij dit op zaterdagnacht op NPO Radio 2. Daarnaast presenteert hij samen met Willemijn Veenhoven het radioprogramma Spijkers met koppen. Dit nadat Jack Spijkerman de VARA verliet in 2005 om bij Talpa te gaan werken. 
Tijdens het eerste Nederlandse Correspondents' Dinner, een galadiner van leden van de parlementaire pers met de minister-president, op 10 februari 2016 in de Beurs van Berlage maakte Jansen in een speech grappen over de politiek en politici, nadat minister-president Mark Rutte journalisten, collega's en zichzelf op de korrel had genomen. Jansen noemde Rutte daarbij zijn 'voorprogramma'.
Dolf Jansen is ambassadeur van Oxfam Novib. Hij is in zijn vrije tijd een verdienstelijk hardloper met een persoonlijk record van 2:28.22 op de marathon, gelopen in 1994 in Helmond.
In 2024 presenteerde hij het televisieprogramma 'Deze week in de Reclame' op NPO 1 onder de vlag van POWNED en keerde hij terug met zijn radioprogramma Leuk Is Anders in de zomermaanden ter vervanging van Zomerspijkers, de zomerse variant van Spijkers met koppen.
Hij is een oudere broer van journalist Jim Jansen.

## Cabaretprogramma's

### Lebbis en Jansen
- 1988: Oudejaars 1988
- 1989: Oudejaars 1989
- 1990: Pas op de hond
- 1990: Oudejaars 1990
- 1991: 2 keer rieleksen voor 1 geld
- 1991: Oudejaars 1991
- 1992: Oudejaars 1992
- 1993: Oudejaars 1993
- 1994: Goedkope oplossingen
- 1994: Oudejaars 1994
- 1995: Oudejaars 1995
- 1996: Lange halen, gauw thuis
- 1996: Oudejaars 1996
- 1997: Overdrijf
- 1997: Oudejaars 1997
- 1998: Als dit Rock'n Roll is zijn wij een wielklem
- 1998: Lebbis of Jansen
- 1998: Oudejaars 1998
- 1999: Einde-eeuws (oudejaarsconference)
- 2000: Oudejaars 2000
- 2001-2002: Hoogwoord
- 2001: Oudejaars 2001
- 2002: Beuken op de bühne
- 2002: Oudejaars 2002
- 2003: Oudejaars 2003
- 2004: Oudejaars 2004
- 2005: Oudejaars 2005
- 2006: Oudejaars 2006
- 2023: Oudejaars 2023 SUBLIEM

### Solo
- 2002: Dolf Solo
- 2004: Jansen praat
- 2005: Dolfdurft
- 2007: Geen Oudejaarsvoorstelling
- 2008: Echt (Oudejaarsconference 2008)
- 2009: Altijd verder
- 2010: Oudejaars 2010
- 2011-2012: Als ik het niet doe doet niemand het (en daar zal ook wel weer een reden voor zijn*) * maar mij wordt weer eens niets verteld
- 2011: Oudejaars van de straat (In Pauw & Witteman)
- 2012: Oudejaars 2012
- 2013: Topvorm
- 2014: Oudejaars 2014 - De Nieuwsjager
- 2016: Hardverwarmend (Oudejaarsconference)
- 2016: Veilig (Oudejaarsconference)
- 2017: Omdat we het waard zijn (Oudejaarsconference) (met Louise Korthals)
- 2018: Beeldenstorm (Oudejaarsconference)
- 2019: Oudejaarsconference 2019 - De 30ste
- 2020: Oudejaarsconference 2020
- 2021: Oudejaarsconference 2021 - Het Jansen Vaccin
- 2022: Oudejaarsconference 2022 - Flitsbezorgd